# Thai Bangkaew Dog
Der Thai Bangkaew Dog ist eine von der FCI vorläufig anerkannte Hunderasse aus Thailand (Gruppe 5, Sektion 5, Standard-Nummer 358).

## Herkunft und Geschichte
Die geschichtlichen Wurzeln liegen vermutlich in Dorf Bangkaew, das im Landkreis Bang Rakam der Provinz Phitsanulok liegt.
Eine Legende erzählt, dass der dritte Abt vom Wat Bangkaew Tempel, der angesehene Luang Puh Maak Metharee, der für Erbarmen und Sorge bekannt war, allem Lebendigen zugetan war. Ein alter Dorfbewohner mit dem Namen Tah Nim gab dem Abt eine große Hündin mit langem schwarzem Fell, die trächtig von einem Schakal gewesen sein soll. Die Welpen waren langhaarig von schwarzer und dunkler, brauner Farbgebung. Nach der Geburt zog der Abt die vier weiblichen Welpen auf.
Im Rassestandard wird dargestellt, dass die Rasse auf eine Kreuzung zwischen einer schwarz-weißen Hündin eines örtlichen buddhistischen Mönchs und einem heute ausgestorbenen wilden Hund zurückgehe. Im Jahre 1957 begann die systematische Zucht, aus der die heutige Rasse entstand. Von Phitsanulok breitete sich die Rasse in ganz Thailand aus. Am 14. April 2011 hat die FCI die Rasse vorläufig anerkannt.

## Beschreibung

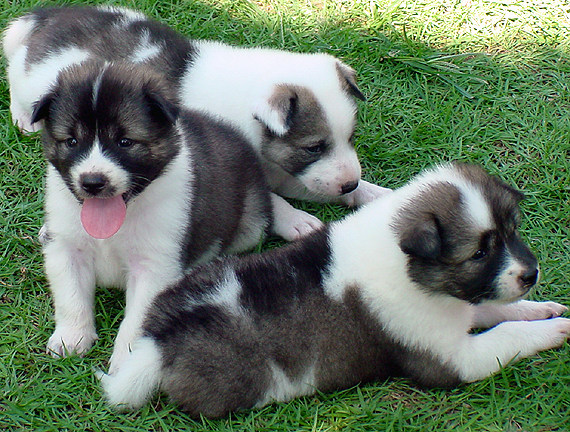
Thai Bangkaew-Welpen

Der Thai Bangkaew Dog ist kompakt und quadratisch gebaut (Schulterhöhe entspricht der Länge). Die Widerristhöhe beträgt bei einer Toleranz von ± 2,5 cm 43 bis 53 cm, wobei die Hündinnen kleiner sind als die Rüden. Das Fell mit seinem „doppelten Mantel“ besteht aus der kurzen Unterwolle und längeren Deckhaaren in allen Schattierungen von Rot, Grau, Braun und Schwarz bei einer großen Vielfalt von Fellzeichnungen.
An Hals und Schultern bildet die Behaarung eine löwenartige Mähne, die bei Rüden deutlicher ist als bei Hündinnen. Der gut befederte Schwanz wird entweder säbelförmig nach oben gerichtet oder ganz über dem Rücken getragen.

## Wesen
Der Thai Bangkaew Dog wird im Standard als aufmerksam, intelligent, treu, wachsam und gehorsam beschrieben. Er will Haus und Familie beschützen und ist leicht auszubilden.